# SMS Rostock
Lo SMS Rostock fu un incrociatore leggero della Kaiserliche Marine tedesca, entrato in servizio nel 1914 come seconda e ultima unità della classe Karlsruhe.
Attivo nei ranghi della Hochseeflotte durante la prima guerra mondiale, l'unità partecipò a diverse azioni belliche nel teatro del mare del Nord tra cui la battaglia di Dogger Bank e il bombardamento di Yarmouth e Lowestoft. Tra il 31 maggio e il 1º giugno 1916 il Rostock prese parte alla battaglia dello Jutland, il maggior scontro navale della guerra; durante i feroci scontri notturni che accompagnarono la ritirata della flotta tedesca verso le sue basi, il Rostock fu silurato e gravemente danneggiato da un cacciatorpediniere britannico: la nave fu quindi evacuata dall'equipaggio e autoaffondata perché non cadesse in mano al nemico. 

## Storia
Impostata nei cantieri della Howaldtswerke-Deutsche Werft di Kiel nel 1911, la nave venne varata il 12 novembre 1912 con il nome di SMS Rostock in onore dell'omonima città della Germania nord-orientale; l'unità entrò poi in servizio il 4 febbraio 1914 come nave ammiraglia di una flottiglia di cacciatorpediniere della Hochseeflotte.
Dopo l'inizio della prima guerra mondiale nell'agosto 1914, il Rostock fu assegnato alla scorta degli incrociatori da battaglia del I. Aufklärungsgruppe dell'ammiraglio Franz von Hipper, e in questa veste partecipò il 24 gennaio 1915 alla battaglia di Dogger Bank: l'incrociatore e diversi cacciatorpediniere fecero da schermo sul fianco sinistro dello squadrone di Hipper durante il suo scontro con una formazione di incrociatori da battaglia britannici, nel corso del quale fu colato a picco l'incrociatore tedesco SMS Blücher. Il 24 aprile 1916 il Rostock partecipò invece, sempre come unità di scorta agli incrociatori di Hipper, al bombardamento di Yarmouth e Lowestoft lungo la costa orientale dell'Inghilterra: nel corso dell'azione, il Rostock e cinque cacciatorpediniere tedeschi sostennero un breve scontro contro le unità britanniche della Harwich Force finché queste non fuggirono all'approssimarsi degli incrociatori di Hipper.
Il 31 maggio 1916 il Rostock salpò con il resto della Hochseeflotte per compiere un'incursione nel Mare del Nord, azione sfociata poi nella battaglia dello Jutland contro la Grand Fleet britannica al completo; in questa occasione il Rostock fungeva da nave di bandiera del Kommodore Andreas Michelsen, primo comandante delle torpediniere tedesche, agendo sempre come unità di scorta agli incrociatori da battaglia del I. Aufklärungsgruppe. Dopo l'inizio dello scontro tra gli incrociatori da battaglia tedeschi e i loro equivalenti britannici, alle 17:30 del 31 maggio il Rostock e altre unità aprirono il fuoco sui cacciatorpediniere britannici HMS Nestor e HMS Nicator, che si erano portati in avanti per attaccare con i siluri la linea di battaglia tedesca: entrambi i cacciatorpediniere furono immobilizzati e quindi colati a picco dal fuoco tedesco.
Alle 19:32 il Rostock guidò diversi cacciatorpediniere tedeschi inviati a stendere una cortina fumogena per coprire la ritirata della Hochseeflotte alla volta delle sue basi; dopo che la flotta tedesca ebbe assunto la formazione per la navigazione notturna, il Rostock si ritrovò aggregato agli incrociatori leggeri del IV. Aufklärungsgruppe sul lato sinistro della linea delle navi da battaglia tedesche. Poco dopo la mezzanotte del 1º giugno, il Rostock e le unità del IV. Aufklärungsgruppe ebbero un fugace incontro con gli incrociatori leggeri britannici del 2nd Light Cruiser Squadron; nel frattempo, cacciatorpediniere britannici della 4th Destroyer Flotilla si portarono all'attacco della linea delle corazzate tedesche, e il Rostock si ritrovò impegnato a respingerli nel corso di un confuso scontro nel buio. I cacciatorpediniere lanciarono diversi siluri verso le navi tedesche, obbligando il Rostock e gli altri incrociatori del IV. Aufklärungsgruppe a virare verso destra e ad attraversare la rotta delle navi da battaglia: il Rostock riuscì a transitare indenne, ma l'incrociatore SMS Elbing fu speronato e immobilizzato da una corazzata.
Nel bel mezzo dell'azione, i riflettori del Rostock inquadrarono il cacciatorpediniere britannico HMS Broke: il fuoco d'artiglieria del Rostock e delle navi da battaglia SMS Westfalen e SMS Rheinland danneggiarono gravemente l'unità britannica, che tuttavia fu poi in grado di rientrare in porto. Nel mentre, il Rostock fu attaccato dai cacciatorpediniere HMS Ambuscade e HMS Contest, che gli lanciarono contro due siluri da una distanza di 910 metri: uno degli ordigni, di cui è impossibile stabilire la provenienza, colpì il Rostock intorno alle 1:30; l'incrociatore fu anche raggiunto da tre colpi di cannone di calibro 100 mm, probabilmente sparati dal Broke. L'immobilizzato Rostock chiamò in sua assistenza il cacciatorpediniere S54, che lo prese a rimorchio procedendo poi alla velocità di 10 nodi. Le due unità furono poi raggiunte come scorta dai cacciatorpediniere V71 e V73.
Intorno alle 03:55, la formazione tedesca che accompagnava il Rostock incappò nell'incrociatore leggero britannico HMS Dublin. I tre cacciatorpediniere tedeschi si affrettarono quindi a evacuare l'equipaggio del Rostock, mentre trasmettevano falsi segnali luminosi per ingannare i britannici e stendevano una cortina fumogena. L'evacuazione fu completata nel giro di dieci minuti, e mentre il S54 si allontanava i V71 e V73 lanciarono tre siluri verso lo scafo immobile del Rostock che affondò di poppa verso le 04:25; i tre cacciatorpediniere tedeschi rientrarono poi alla base alla massima velocità. Tra l'equipaggio del Rostock si contarono 14 morti e 6 feriti nel corso della battaglia.